# Chifley Tower
Chifley Tower je mrakodrap v australském Sydney. Postaven byl podle návrhu, který vypracovala firma Kohn Pederson Fox. Má 53 podlaží a výšku 244 m, je tak nejvyšší mrakodrap ve městě. Výstavba probíhala v letech 1987–1992 a náklady byly 425 milionů dolarů. Budova disponuje 90 000 m2 převážně kancelářských prostor a budovu obsluhuje celkem 28 výtahů.